# Howellia
- Commons
- Wikispecies

Howellia é um gênero botânico que pertence à família Campanulaceae.